# 1717 en arts plastiques
| Années des arts plastiques : 1714 - 1715 - 1716 - 1717 - 1718 - 1719 - 1720    |
| Décennies des arts plastiques : 1680 - 1690 - 1700 - 1710 - 1720 - 1730 - 1740 |

L’Embarquement pour Cythère, toile de Watteau, qui devient membre de l’Académie de peinture française (28 août).

Cette page concerne l'année 1717 en arts plastiques.

## Événements
- Fin de la querelle entre poussinistes et rubénistes surgie à l'Académie royale de peinture et de sculpture à Paris en 1671, pour déterminer si, dans la peinture, le plus important réside dans le tracé ou dans la couleur.
- Jan Baptist Monteyne, peintre flamand du XVIIIe siècle, devient maître de la guilde de Saint-Luc d'Anvers.

## Œuvres
- Le Pèlerinage à l'île de Cythère, huile sur toile d'Antoine Watteau.

## Naissances
- 18 janvier : Fedele Tirrito, religieux de l'ordre des frères mineurs capucins, écrivain et peintre italien († 9 août 1801),
- 14 février : Jan Palthe, peintre néerlandais († 24 juin 1769),
- 15 avril : Marguerite Lecomte, pastelliste française († 22 janvier 1800),
- ? :
  - Alexander Cozens, peintre aquarelliste britannique († 23 avril 1786),
  - Giuseppe Bottani, peintre italien († 1784).

## Décès
- 18 février : Giovanni Maria Morandi, peintre baroque italien de l'école florentine (° 30 avril 1622),
- 5 avril : Jean Jouvenet, peintre et décorateur français (° avril 1644),
- 8 avril : Antoine Benoist, peintre et médailleur français (° 24 février 1632),
- 16 mai : 
  - Bon Boullogne, peintre et graveur français (° 22 février 1649),
  - Anselme Flamen, sculpteur français (° 2 janvier 1647),
- 27 mai : Nicolas Colombel, peintre français (° 1644),
- 21 novembre : Jean-Baptiste Santerre, peintre français (° 23 mars 1658),
- 25 décembre : Dirk Maas, peintre et graveur paysagiste néerlandais (° 12 septembre 1659),
- ? :
  - Giovanni Raffaello Badaracco, peintre baroque italien (° 1648),
  - Luigi Quaini, peintre baroque italien (° 1643).